# Opération Zeppelin
L'opération Zeppelin est une opération allemande lancée en septembre 1944 visant à assassiner Staline par l'infiltration jusqu'au Kremlin de deux agents allemands. Mais ceux-ci sont démasqués et arrêtés à un barrage à Moscou. 

## L'opération
Les services allemands recrutent et entraînent Piotr Chilo un prisonnier de guerre ukrainien, issu d'une famille de koulaks pourchassés et déjà condamnés pour fraude, ce qui pour les Allemands est la garantie de sa loyauté à leur égard. Ils vont le faire passer pour le major Tavrine, du SMERSH, le contre-espionnage soviétique, et le font accompagner de son « épouse », Lydia Chilova, une soldate soviétique également retournée par les services allemands. 
Le plan prévoit que les deux agents, déposés par un avion à une soixantaine de kilomètres de Moscou, doivent rejoindre la capitale soviétique sur une moto équipée d'un side-car, elle aussi amenée par cet avion. Avec des faux papiers et différents documents officiels, l'agent allemand doit pouvoir trouver un moyen d'entrer au Kremlin, d'approcher Staline et de le tuer. 
Pour cela, il dispose d'un lance-grenades, fixé sur son avant-bras et dissimulé par une manche volontairement élargie. Il emporte également un pistolet chargé de balles couvertes de poison.  
Mais les Soviétiques sont avertis par un tailleur de Riga qu'une opération d'infiltration d'un agent allemand est en préparation mais sans en connaître ni le but, ni la date.  
Le major Tavrine et « son épouse » s'envolent à bord d'un Arado Ar 232 depuis la Lettonie occupée, dans la nuit du 5 septembre 1944 et font route pour Moscou. Mais l'avion est touché par la DCA soviétique et doit se poser en catastrophe près de Smolensk et non près de Moscou. Lors de son atterrissage, une aile touche un arbre et un moteur prend feu. Si l'équipage et les deux agents sont sains et saufs, l'incendie rend facilement repérable le lieu d'atterrissage ; seul le couple arrive à échapper aux Soviétiques et à rejoindre, à moto, Moscou. 
Ils passent, grâce à leurs faux papiers, tous les barrages mais au dernier, Tavrine commet une erreur, alors que le garde lui rend les documents, il indique qu'ils ont roulé toute la nuit. Or leurs vêtements sont secs alors qu'il a plu abondamment sur la région peu auparavant. Cela suscite le soupçon du garde, ils sont démasqués et arrêtés. 
Tavrine et Chilova sont condamnés et exécutés en 1952.